# Briegleb BG-12
Il Briegleb BG-12 era un aliante ad alte prestazioni ad ala alta progettato da Gus Briegleb nella seconda parte degli anni cinquanta.
Sviluppato per il mercato dell'autocostruzione, venne prodotto su licenza e commercializzato in kit di montaggio dall'azienda statunitense Sailplane Corporation of America fino agli anni settanta.
Il primo BG-12 venne portato in volo per la prima volta nell'anno 1956.
Era un aliante convenzionale di legno. Fino al 1978, Briegleb ha venduto più di 350 piani di costruzione a costruttori amatoriali.

## Varianti
BG-12prototipo derivato dal BG 6.
BG-12Aversione originale per la vendita.
BG-12Bversione con ala migliorata, dal 1963.
BG-12BDversione con ala migliorata, dal 1968.
BG-12Cversione con ala da 15,00 m di apertura, conforme alle specifiche "Standard Class" dettate dalla Fédération Aéronautique Internationale.
BG-12/16versione con la fusoliera e la coda modificate.